# Scolymia australis
Scolymia australis är en korallart som först beskrevs av Milne Edwards och Jules Haime 1849.  Scolymia australis ingår i släktet Scolymia och familjen Mussidae. IUCN kategoriserar arten globalt som livskraftig. Inga underarter finns listade i Catalogue of Life.